# ブルージーンズ メモリー (映画)
『ブルージーンズ メモリー』は、1981年に公開された、東宝（株式会社東宝映画）の製作の映画である。監督は河崎義祐。近藤真彦主演第2弾でたのきんスーパーヒットシリーズ第2弾。

## キャスト
- 金田一真：近藤真彦
- 間嶋芳太郎：野村義男
- 田川俊之：田原俊彦
- 間嶋勝江：ミヤコ蝶々
- 福富庄助：三木のり平
- 五十嵐：宍戸錠
- 大沢（船医）：藤田進
- 運転手：なべおさみ
- 堺竜一：小松政夫
- 時実：志賀勝
- ヨットの船長：寺田農
- 先生（着物の着付）：十勝花子
- 和尚（無明院）：人見明
- 久保寺：樋浦勉
- 辻：ラビット関根（関根勤）
- 若者：光石研、小屋町英治、星野浩
- 貨物船船員：やなせもりひろ
- 幽霊の女：紀崎彩
- 神父：近藤伸明（ブラザー・コーン）
- 看護婦：久慈まゆり
- 老船員：夏木順平
- 田川健二：嶋英二
- 田川静子：司葉子（特別出演）

## スタッフ
- 監督：河崎義祐
- 製作：田中壽一、小倉斉、ジャニー喜多川
- 脚本：田波靖男、安斉あゆ子
- 音楽：筒美京平
- 録音：宮内一男
- 撮影：原一民
- 美術：樋口幸男
- スチール：石月美徳
- 照明：小島真二
- 振付：山田卓、西条満
- 編集：黒岩義民
- 助監督：安田真人

## 主題歌
- 近藤真彦「ブルージーンズ メモリー」（1981年6月12日）

発売元：RVC/RCAレコード

## 挿入歌
- 田原俊彦「ザ・青春セイリング」
- 田原俊彦「あいつのバラード」他

※サウンドトラック
- 『ブルージーンズ メモリー』（1981年9月5日）

発売元：RVC/air RECORDS

## ロケ地
1981年5月14日、神奈川県横浜市ロケからクランクイン。他に広島県福山市みろくの里などでロケが行われた。3人の宿泊は尾道市の常石進藤会館（現在のベラビスタ境ガ浜エレテギア）。詰めかけた数100人のファンがホテルのロビーのガラスを割る騒ぎを起こした。他に神奈川県川崎港などでもロケがあった。1981年6月下旬完成。

## 同時上映
『ねらわれた学園』
- 角川春樹事務所作品。監督：大林宣彦。原作：眉村卓。主演：薬師丸ひろ子、高柳良一。